# Macaretaera hesperis
Macaretaera hesperis is een vlinder van de familie van de grasmotten (Crambidae), uit de onderfamilie van de Spilomelinae. De wetenschappelijke naam van deze soort is voor het eerst voorgesteld door Edward Meyrick in een publicatie uit 1886.
De soort komt voor in India (Meghalaya), Vietnam, Papoea-Nieuw-Guinea, Australië (Queensland) en Fiji.